# ポール・サフォー

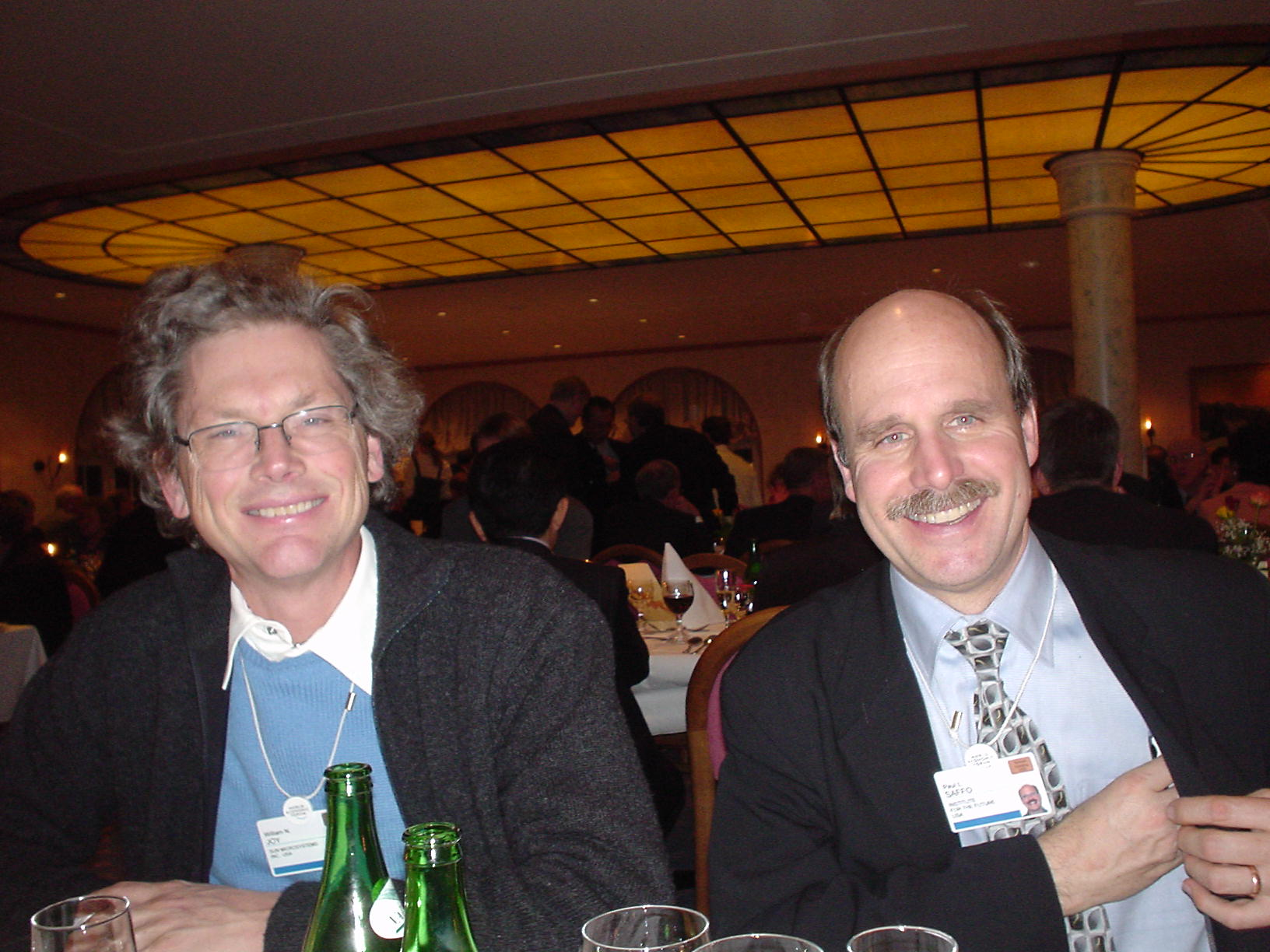
ポール・サフォー（右）とビル・ジョイ（左）

ポール・サフォー（Paul L. Saffo, 1954年 - ）は、アメリカ合衆国の未来予測学者、弁護士、エッセイスト。カリフォルニア州ロサンゼルス生まれ。ハーバード大学法学部、ケンブリッジ大学法学学士課程、スタンフォード大学法学博士課程修了。

## 人物
1997年にハーバード・ビジネス・レビュー誌の McKinsey Judge を務め、同年に世界経済フォーラムにて Global Leader for Tomorrow（未来のグローバルリーダー）と命名される。カリフォルニア州パロアルトのシンクタンク・未来研究所（Institute for the Future）特別研究員として技術変化の研究を進める傍ら、知的所有権の弁護士としても活動。Long Now Foundation の役員も兼任している。
経産相や企業の招聘で毎年来日。

## 著書
- 日暮雅通（訳） 『シリコンバレーの夢』 ジャストシステム、1992年、ISBN 4883090280
- 小平尚典（写真） 『シリコンロード』 ソフトバンククリエイティブ、1993年、ISBN 4890523243 （監修）
- 小平尚典（写真）、日暮雅通（訳） 『原爆の軌跡 過去と未来への旅』 小学館、1998年、ISBN 4094026312